# Halgattarga, Jevargi
Halgattarga là một làng thuộc tehsil Jevargi, huyện Gulbarga, bang Karnataka, Ấn Độ.